# Vláda Endy Kennyho

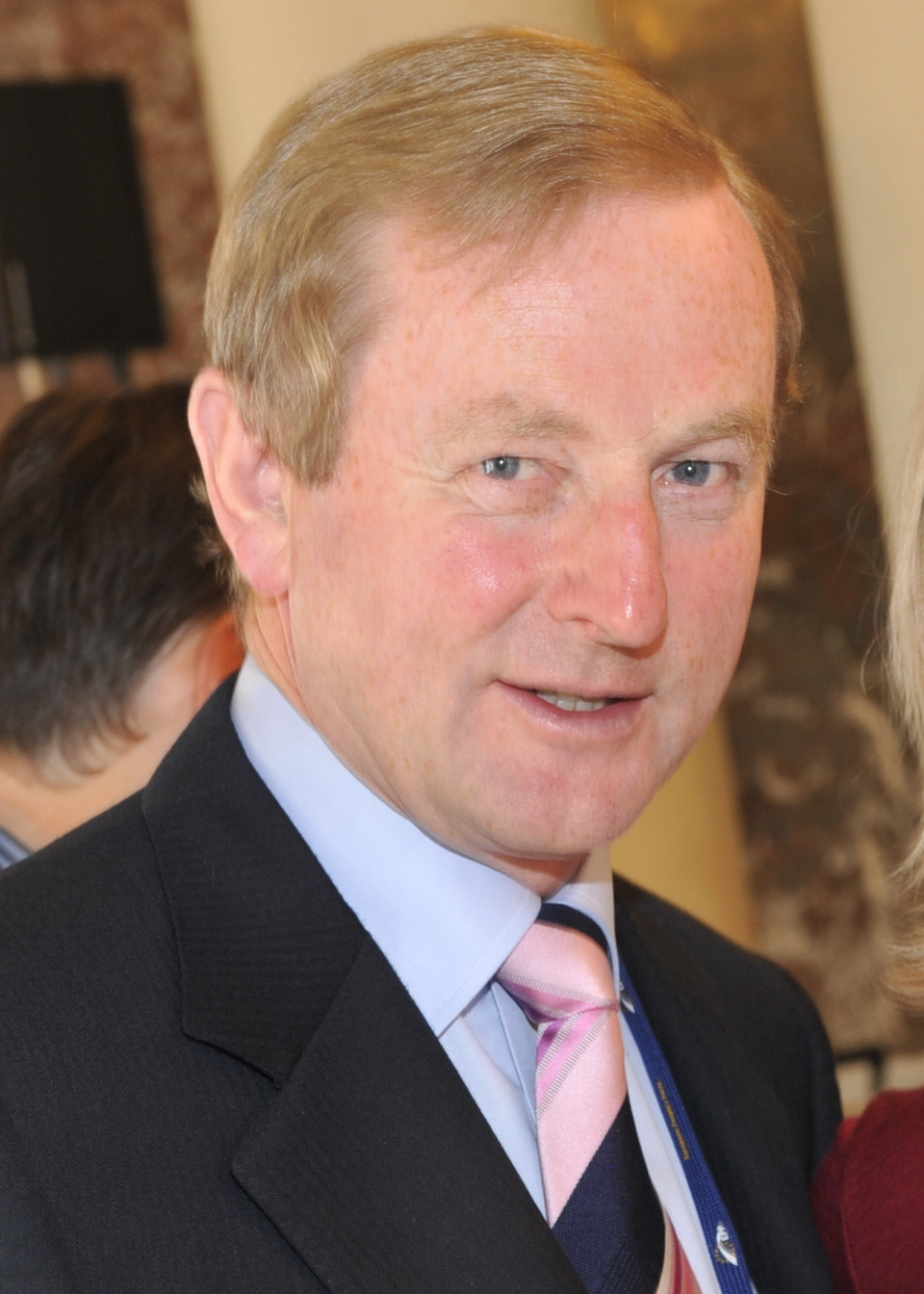
Taoiseach Enda Kenny

Vláda Endy Kennyho je od 9. března 2011 současnou vládou Irské republiky. Jedná se o vládu 31. Dáilu (sněmovny), konkrétně o 29. v pořadí od vzniku republiky. Tvoří ji velká koalice pravicové strany Fine Gael (Klan Keltů) a levicové Labour Party (Strana práce). Předsedou vlády, v irštině označovaným jako Taoiseach [týšach], je Enda Kenny ze strany Fine Gael. Vláda vznikla po volbách, které se konaly 29. února stejného roku.

## Složení vlády
| Portfej                                                | Ministr            | Strana | Strana       | Nástup do úřadu   | Odchod z úřadu    |
| ------------------------------------------------------ | ------------------ | ------ | ------------ | ----------------- | ----------------- |
| Předseda vlády (Taoiseach)                             | Enda Kenny         |        | Fine Gael    | 9. března 2011    | úřadující         |
| Místopředseda vlády (Tánaiste)                         | Eamon Gilmore      |        | Labour Party | 9. března 2011    | úřadující         |
| Místopředseda vlády (Tánaiste)                         | Joan Burton        |        | Labour Party | 4. července 2014  | úřadující         |
| Ministr zahraničních věcí a obchodu                    | Eamon Gilmore      |        | Labour Party | 9. března 2011    | 11. července 2014 |
| Ministr zahraničních věcí a obchodu                    | Charles Flanagan   |        | Fine Gael    | 11. července 2014 | úřadující         |
| Ministr zemědělství, výživy a moří                     | Simon Coveney      |        | Fine Gael    | 9. března 2011    | úřadující         |
| Ministr kultury, kulturního dědictví a Gaeltachtu      | Jimmy Deenihan     |        | Fine Gael    | 9. března 2011    | 11. července 2014 |
| Ministr kultury, kulturního dědictví a Gaeltachtu      | Heather Humphreys  |        | Fine Gael    | 11. července 2014 | úřadující         |
| Ministr dětí a mládeže                                 | Frances Fitzgerald |        | Fine Gael    | 9. března 2011    | 7. května 2014    |
| Ministr dětí a mládeže                                 | Charles Flanagan   |        | Fine Gael    | 8. května 2014    | 11. července 2014 |
| Ministr dětí a mládeže                                 | James Reilly       |        | Fine Gael    | 11. července 2014 | úřadující         |
| Ministr komunikací, energetiky a přírodních zdrojů     | Pat Rabbitte       |        | Labour Party | 9. března 2011    | 11. července 2014 |
| Ministr komunikací, energetiky a přírodních zdrojů     | Alex White         |        | Labour Party | 11. července 2014 | úřadující         |
| Ministr školství a dovedností                          | Ruairi Quinn       |        | Labour Party | 9. března 2011    | 11. července 2014 |
| Ministr školství a dovedností                          | Jan O'Sullivan     |        | Labour Party | 11. července 2014 | úřadující         |
| Ministr životního prostředí, obcí a místní samosprávy  | Phil Hogan         |        | Fine Gael    | 9. března 2011    | 11. července 2014 |
| Ministr životního prostředí, obcí a místní samosprávy  | Alan Kelly         |        | Labour Party | 11. července 2014 | úřadující         |
| Ministr financí                                        | Michael Noonan     |        | Fine Gael    | 9. března 2011    | úřadující         |
| Ministr zdravotnictví                                  | James Reilly       |        | Fine Gael    | 9. března 2011    | 11. července 2014 |
| Ministr zdravotnictví                                  | Leo Varadkar       |        | Fine Gael    | 11. července 2014 | úřadující         |
| Ministr práce, živností a inovací                      | Richard Bruton     |        | Fine Gael    | 9. března 2011    | úřadující         |
| Ministr spravedlnosti a rovnoprávnosti                 | Alan Shatter       |        | Fine Gael    | 9. března 2011    | 7. května 2014    |
| Ministr spravedlnosti a rovnoprávnosti                 | Frances Fitzgerald |        | Fine Gael    | 8. května 2014    | úřadující         |
| Ministr obrany                                         | Alan Shatter       |        | Fine Gael    | 9. března 2011    | 7. května 2014    |
| Ministr obrany                                         | Enda Kenny         |        | Fine Gael    | 7. května 2014    | 11. července 2014 |
| Ministr obrany                                         | Simon Coveney      |        | Fine Gael    | 11. července 2014 | úřadující         |
| Ministr veřejných výdajů a reforem                     | Brendan Howlin     |        | Labour Party | 9. března 2011    | úřadující         |
| Ministryně sociální ochrany                            | Joan Burton        |        | Labour Party | 9. března 2011    | úřadující         |
| Ministr dopravy, turistiky a sportu                    | Leo Varadkar       |        | Fine Gael    | 9. března 2011    | 11. července 2014 |
| Ministr dopravy, turistiky a sportu                    | Paschal Donohoe    |        | Fine Gael    | 11. července 2014 | úřadující         |
| Portfej (účastní se jednání vlády, nemají však mandát) | Ministr            | Strana | Strana       | Nástup do úřadu   | Odchod z úřadu    |
| Nejvyšší státní zástupkyně                             | Máire Whelan       |        | Labour Party | 9. března 2011    | úřadující         |
| Náměstek při úřadu předsedy vlády                      | Paul Kehoe         |        | Fine Gael    | 9. března 2011    | úřadující         |
| Náměstkyně pro bytovou politiku a plánování            | Jan O'Sullivan     |        | Labour Party | 9. března 2011    | 11. července 2014 |
| Náměstek pro business a zaměstnanost                   | Gerald Nash        |        | Labour Party | 11. července 2014 | úřadující         |